# Joevin Jones
Joevin Martin Jones (Carenage, 3 augustus 1991) is een voetballer afkomstig uit Trinidad en Tobago. Hij verruilde in 2016 Chicago Fire voor Seattle Sounders.

## Clubcarrière
Jones stroomde via de jeugdopleiding door naar het eerste team van W Connection. Jones ontving al snel interesse van clubs in de Major League Soccer. In februari van 2011 had hij een stage bij Colorado Rapids, gevolgd door een stage bij Toronto FC. Beide waren onsuccesvol. Jones keerde terug bij W Connection en kende daar onder meer een seizoen waarin hij negentien doelpunten maakte in alle competities. Dit leidde tot een nieuwe stage bij Toronto FC, die wederom niet leidde tot een contract bij de club.
Op 3 december 2014 tekende hij een contract bij Chicago Fire. Daarvoor speelde hij op huurbasis voor HJK Helsinki, waar hij in zes competitiewedstrijden meedeed. Zijn eerste doelpunt voor de club maakte Jones op 4 april 2015 tegen Toronto FC. In de eerste helft van het seizoen speelde Jones vijftien wedstrijden in de Major League Soccer voor Chicago Fire. Op 30 juni 2015 speelde hij tevens zijn eerste bekerwedstrijd in de Verenigde Staten, een 3–1 overwinning op Charlotte Independence. In januari 2016 maakte Jones de overstap naar de Seattle Sounders.

## Clubstatistieken
| Seizoen     | Club                | Land                        | Competitie            | Competitie | Competitie | Beker | Beker | Internat. | Internat. | Totaal | Totaal |
| Seizoen     | Club                | Land                        | Competitie            | Wed.       | Dlp.       | Wed.  | Dlp.  | Wed.      | Dlp.      | Wed.   | Dlp.   |
| ----------- | ------------------- | --------------------------- | --------------------- | ---------- | ---------- | ----- | ----- | --------- | --------- | ------ | ------ |
| 2011/12     | W Connection        | Vlag van Trinidad en Tobago | CFU Club Championship | 5          | 0          | 0     | 0     | 0         | 0         | 5      | 0      |
| 2012/13     | W Connection        | Vlag van Trinidad en Tobago | CFU Club Championship | 2          | 2          | 0     | 0     | 3         | 1         | 5      | 3      |
| 2013/14     | W Connection        | Vlag van Trinidad en Tobago | CFU Club Championship | 0          | 0          | 0     | 0     | 3         | 0         | 3      | 0      |
| Club Totaal | Club Totaal         | Club Totaal                 | Club Totaal           | 7          | 2          | 0     | 0     | 6         | 1         | 13     | 3      |
| 2014        | → HJK Helsinki      | Vlag van Finland            | Veikkausliiga         | 6          | 0          | 0     | 0     | 0         | 0         | 6      | 0      |
| Club Totaal | Club Totaal         | Club Totaal                 | Club Totaal           | 6          | 0          | 0     | 0     | 0         | 0         | 6      | 0      |
| 2015        | Chicago Fire FC     | Vlag van Verenigde Staten   | MLS                   | 28         | 1          | 3     | 0     | 0         | 0         | 31     | 1      |
| Club Totaal | Club Totaal         | Club Totaal                 | Club Totaal           | 28         | 1          | 3     | 0     | 0         | 0         | 31     | 1      |
| 2015        | Seattle Sounders FC | Vlag van Verenigde Staten   | MLS                   | 0          | 0          | 0     | 0     | 2         | 0         | 2      | 0      |
| 2016        | Seattle Sounders FC | Vlag van Verenigde Staten   | MLS                   | 39         | 2          | 2     | 1     | 0         | 0         | 41     | 3      |
| 2017        | Seattle Sounders FC | Vlag van Verenigde Staten   | MLS                   | 35         | 1          | 1     | 0     | 0         | 0         | 36     | 1      |
| Club Totaal | Club Totaal         | Club Totaal                 | Club Totaal           | 74         | 3          | 3     | 1     | 2         | 0         | 79     | 4      |
| 2017/18     | SV Darmstadt 98     | Vlag van Duitsland          | 2. Bundesliga         | 16         | 4          | 0     | 0     | 0         | 0         | 16     | 4      |
| 2018/19     | SV Darmstadt 98     | Vlag van Duitsland          | 2. Bundesliga         | 28         | 2          | 2     | 0     | 0         | 0         | 30     | 2      |
| Club Totaal | Club Totaal         | Club Totaal                 | Club Totaal           | 44         | 6          | 2     | 0     | 0         | 0         | 46     | 6      |
| 2019        | Seattle Sounders FC | Vlag van Verenigde Staten   | MLS                   | 21         | 0          | 0     | 0     | 0         | 0         | 21     | 0      |
| 2020        | Seattle Sounders FC | Vlag van Verenigde Staten   | MLS                   | 16         | 2          | 2     | 0     | 2         | 0         | 20     | 2      |
| Club Totaal | Club Totaal         | Club Totaal                 | Club Totaal           | 111        | 5          | 5     | 1     | 4         | 0         | 120    | 6      |
| 2021        | Inter Miami         | Vlag van Verenigde Staten   | MLS                   | 10         | 0          | 0     | 0     | 0         | 0         | 10     | 0      |
| Club Totaal | Club Totaal         | Club Totaal                 | Club Totaal           | 10         | 0          | 0     | 0     | 0         | 0         | 10     | 0      |
| TOTAAL      | TOTAAL              | TOTAAL                      | TOTAAL                | 206        | 14         | 10    | 1     | 10        | 1         | 226    | 16     |

## Interlandcarrière
Jones maakte zijn debuut in het voetbalelftal van Trinidad en Tobago op 7 september 2010 in een wedstrijd tegen Panama. Hij haalde met Trinidad en Tobago de finale van de Caribbean Cup 2012, waarin verloren werd van Cuba. Deze finaleplaats betekende echter wel plaatsing voor de CONCACAF Gold Cup 2013. In de Gold Cup speelde Jones mee in de groepsfasewedstrijden tegen El Salvador, Haïti en Honduras. Trinidad en Tobago werd uitgeschakeld door Mexico in de kwartfinale. Jones miste die wedstrijd door een hamstringblessure. In juni 2015 werd hij opgenomen in de selectie voor de CONCACAF Gold Cup 2015, zijn vijfde interlandtoernooi. Jones maakte in maart 2016 twee interlanddoelpunten in twee kwalificatiewedstrijden voor het wereldkampioenschap voetbal 2018 tegen Saint Vincent en de Grenadines.